# Anomis oedema
Anomis oedema är en fjärilsart som beskrevs av Achille Guenée 1852. Anomis oedema ingår i släktet Anomis och familjen nattflyn. Inga underarter finns listade i Catalogue of Life.